# Wspólnota administracyjna Pleystein
Wspólnota administracyjna Pleystein – wspólnota administracyjna (niem. Verwaltungsgemeinschaft) w Niemczech, w kraju związkowym Bawaria, w rejencji Górny Palatynat, w regionie Oberpfalz-Nord, w powiecie Neustadt an der Waldnaab. Siedziba wspólnoty znajduje się w mieście Pleystein.
Wspólnota administracyjna zrzesza gminę miejską (Stadt) oraz gminę wiejska (Gemeinde): 
- Georgenberg, 1 405 mieszkańców, 33,43 km²
- Pleystein, miasto, 2 552 mieszkańców, 36,10 km²